# Wieden (Wuppertal)
Wieden ist eine Ortslage im Norden des Wuppertaler Stadtbezirks Vohwinkel.

## Topographie
Die Ortslage liegt an der Straßenkreuzung der in Ost-West-Richtung verlaufenden Bundesstraße 7, hier Düsseldorfer Straße genannt, mit der vom Süden kommenden Bundesstraße 224, Bahnstraße genannt, die sich ab der Ortslage als Landesstraße 74 (Wiedener Straße) nach Norden fortsetzt.
Benachbarte Ortslagen sind Kirchenhöhe, Schickenberg, An der Piep, Bück,  Saurenhaus, Sandfeld, Buntenbeck und Dornap.

## Geschichte

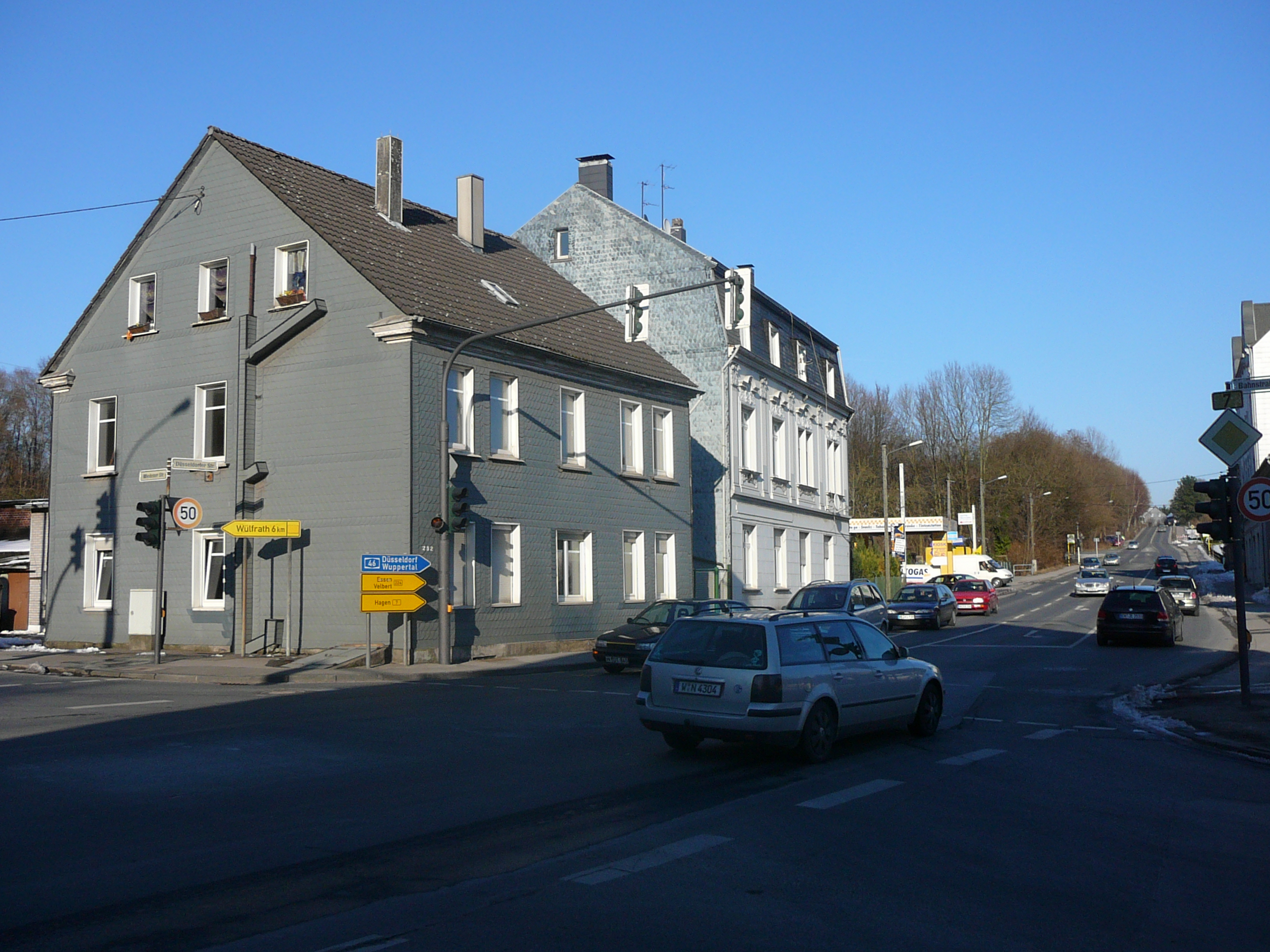
Der nordöstliche Teil der Kreuzung mit dem Wiedener Häuschen

Das Gut Wieden wurde erstmals im Jahr 1478 und dann wieder 1480 urkundlich erwähnt.
Die Ortslage lag bereits in früheren Zeiten am Kreuzungspunkt zweier Altstraßen. Die Trasse der Wiedener Straße und Bahnstraße war früher ein Teil der Werdenschen Kohlenstraße, die bis ins 14. Jahrhundert zurückgeht und auf deren Trasse 1815 die Provinzialstraße Essen–Solingen angelegt wurde. Die Düsseldorfer Straße verband die Städte Elberfeld und Düsseldorf und wurde 1934 als Reichsstraße 7 qualifiziert.
Der Ort ist als Hof Wieden auf der Topographia Ducatus Montani des Erich Philipp Ploennies aus dem Jahre 1715 verzeichnet. Er war im 19. Jahrhundert in zwei Teilorte getrennt. Der östliche Teilort war im 19. Jahrhundert Teil der 1867 von der Bürgermeisterei Haan abgespalteten Gemeinde Sonnborn, die 1888 unter Gebietsabtretungen an die Stadt Elberfeld in Gemeinde Vohwinkel umbenannt wurde. Mitten durch den Ort verlief die Grenze zur Honschaft und späteren Gemarkung Unterdüssel der Bürgermeisterei Wülfrath, so dass es auch einen Wülfrather Teil von Wieden gab, der zu der Zeit Wiedenerhäuschen genannt wurde. Der Name ging auf eine Schenke für durchreisende Fuhrleute zurück, die bis in das 20. Jahrhundert bewirtschaftet wurde. Beide Teilorte wurden im 19. Jahrhundert auf der Topographischen Aufnahme der Rheinlande (1824) und der Preußischen Uraufnahme (1843) als Wiednerhäuschen verzeichnet.
1815 lebten im Wülfrather Teil 109 Menschen. Laut der Statistik und Topographie des Regierungsbezirks Düsseldorf von 1836 wurde der Wülfrather Teil von Wieden als Ackergut kategorisiert und Am Wiedenerhäuschen genannt. Zu dieser Zeit besaß der Teilort neun Wohnhäuser und sechs landwirtschaftliche Gebäude. Es lebten 135 Einwohner im Ort, davon 34 katholischen und 101 evangelischen Glaubens. Über den Sonnborner Teil sind keine Angaben vorhanden.
Laut dem Gemeindelexikon des Königreichs Preußen besaß der Wülfrather Teil, nach wie vor Wiedenerhäuschen genannt, 1888 zwei Wohnhäuser mit 23 Einwohnern, der Sonnborner Teil namens Wieden besaß sieben Wohnhäuser mit 84 Einwohnern.
Mit der Gründung Wuppertals 1929 wurde im Rahmen eines Gebietstauschs die Stadtgrenze um wenige hundert Meter nach Westen verlegt und die Bebauung beider Teilorte als Ganzes unter dem Namen Wieden der neu gegründeten Stadt zugeordnet. Am 30. März 1929 wurde die Straßenbahnstrecke Wieden–Elberfeld in Betrieb genommen.
Die Ortslage wandelte sich bis in das 20. Jahrhundert kaum, bis der Kalksteinabbau durch die Rheinkalk GmbH Werk Dornap (mit Unternehmenssitz in Wülfrath) um Wieden und um das benachbarte Dornap die Landschaft umfangreich verändert. Östlich der Wiedener Straße, die nach Norden nach Neviges führt befindet sich die Grube Schickenberg und westlich von der Wiedener Straße die Grube Voßbeck. Diese beiden Gruben sind mit einem Tunnel unterhalb der Wiedener Straße verbunden. Ebenfalls mit einem Tunnel ist die Grube Voßbeck mit der Grube Hanielsfeld verbunden, diese Grube liegt südwestlich von Wieden. Hanielsfeld wird von Voßbeck von der Düsseldorfer Straße (Bundesstraße 7) getrennt. Das Gebiet nördlich und östlich von Wieden gehörte noch bis zum 31. Dezember 1974 zu Wülfrath, wurde dann ebenfalls in Wuppertal eingemeindet. Die Wiedener Straße wurde am 7. Dezember 1975 nach dieser Ortslage benannt.